# Taça do Atlântico
A Taça do Atlântico, criada em 1956, teve como organizadores a Argentina, Brasil e Uruguai.
A disputa tinha como objetivo fortalecer a competição entre os países que possuíam o melhor futebol do continente.
Em 1960, na segunda edição, o Paraguai foi incluído.
A Taça do Atlântico foi disputada em apenas três edições: 1956, 1960 e 1976 com o Brasil sagrando-se campeão em todas.
Na última edição, em 1976, eram disputados jogos de ida e volta. Os resultados também valiam para a disputa de outras taças: Copa Roca (disputada com a Argentina), Copa Rio Branco (disputada com o Uruguai) e a Taça Oswaldo Cruz (disputada com o Paraguai). Nesta edição o Brasil venceu todas as partidas, conquistando pela primeira vez o título de forma invicta.. Na primeira edição, em 1956, também foi realizado um torneio de clubes com cinco de cada país, onde a final entre Corinthians, do Brasil, e Boca Juniors, da Argentina, acabou por não se realizar.

## Edições
| Taça do Atlântico | Taça do Atlântico | Taça do Atlântico | Taça do Atlântico | Taça do Atlântico | Taça do Atlântico |
| Ano               | Posição           | Posição           | Posição           | Posição           |                   |
| Ano               | Campeão           | Vice - Campeão    | 3º Colocado       | 4º Colocado       |                   |
| ----------------- | ----------------- | ----------------- | ----------------- | ----------------- | ----------------- |
| 1956 Detalhes     | Brasil            | Argentina         | Uruguai           | –                 |                   |
| 1960 Detalhes     | Brasil            | Argentina         | Uruguai           | Paraguai          |                   |
| 1976 Detalhes     | Brasil            | Argentina         | Paraguai          | Uruguai           |                   |

## Desempenho
| Seleção   | Título               | Vice                 | 3º lugar       | 4º lugar |
| --------- | -------------------- | -------------------- | -------------- | -------- |
| Brasil    | 3 (1956, 1960, 1976) |                      |                |          |
| Argentina |                      | 3 (1956, 1960, 1976) |                |          |
| Uruguai   |                      |                      | 2 (1956, 1960) | 1 (1976) |
| Paraguai  |                      |                      | 1 (1976)       | 1 (1960) |

## Artilheiros
| Ano  | Jogadores       | Gols |
| ---- | --------------- | ---- |
| 1956 | Ernesto Grillo  | 2    |
| 1960 | José Sanfilippo | 3    |
| 1976 | Mario Kempes    | 6    |